# Fresnedoso de Ibor
Fresnedoso de Ibor és un municipi de la província de Càceres, a la comunitat autònoma d'Extremadura (Espanya).

## Demografia
| 2001 | 2002 | 2003 | 2004 | 2005 | 2006 |
| ---- | ---- | ---- | ---- | ---- | ---- |
| 352  | 344  | 351  | 350  | 343  | 338  |